# La Legione del Mistero
La Legione del Mistero è una storia di Dick Fulmine scritta da Andrea Lavezzolo e disegnata da Carlo Cossio, originariamente pubblicata in puntate settimanali dal 26 ottobre 1945 al 20 aprile 1946. È l'unica storia originale del personaggio pubblicata su Fulmine, giornale dalla breve vita stampato all'inizio del secondo Dopoguerra. Cronologicamente dovrebbe essere la 264ª avventura del personaggio a partire da La banda del pazzo (Albi dell'Audacia #2, Casa Editrice Vittoria, 1938), ma è convenzionalmente contrassegnata 292a nella cronologia ufficiale poiché non apparterrebbe alla serie "regolare". Sul piano filologico, la nota distintiva di questa storia è data dal fatto che fu pubblicata incompleta per la chiusura improvvisa del giornale che scandiva le sue puntate. 6 pagine fungenti da conclusione, disegnate da Renato Polese, furono aggiunte soltanto nel 1989.
Con questa storia gli autori vollero dare il patentino di "eroe democratico" a Dick Fulmine, personaggio colluso col regime fascista fino a poco prima della Liberazione, facendolo scontrare coi responsabili e i continuatori della tragedia convenzionalmente più significativa del Novecento, all'epoca ancora calda. Dick Fulmine è l'unico personaggio italiano a fumetti compromesso col regime ad aver potuto proseguire la sua carriera nel Dopoguerra, indisturbato o quasi.
Il grintoso e massiccio detective italo-americano Dick Fulmine in questa storia si trova in un albergo di Parigi (tra l'altro è la città dove Lavezzolo è nato). Da qui inizia a trovarsi alle prese con una sfilza di avvenimenti enigmatici quali: signori che camminano tranquillamente con un pugnale conficcato nella schiena, politici e industriali che spariscono dalla circolazione per poi ricomparire comportandosi come se nulla fosse accaduto, strani suicidi nella malavita e giornalisti impazziti mentre sono sulle tracce di un caso. Alla fine, collaborando con la polizia locale, scopre l'orrenda verità: è tutto un complotto di una misteriosa associazione - controllata da un famoso nazista la cui identità è celata fino alla fine - che vuole prendere il controllo della Francia e poi di tutta l'Europa con l'utilizzo di insospettabili automi. La sospensione senza preavviso della storia non permise la fruizione, da parte del pubblico, del momento clou: cioè lo svelamento dell'identità del savant fou che capeggia l'intera organizzazione.

## Trama
Parigi. L'affascinante violinista polacco Jgor Stransky, terminato il suo concerto serale, rincasa a piedi al suo albergo passando per vicoli. In uno di questi viene aggredito da una coppia di scippatori che lo pugnalano alla schiena. Dato che sembra non accusare dolore, i rapinatori fuggono per lo spavento. Stransky, col pugnale conficcato tra le scapole, rientra nella propria stanza d'albergo notato dalla sua vicina, la giovane contessa Yvonne de Choiseul la quale, giustamente inorridita dalla situazione, caccia un urlo e cade svenuta. Impiegati e inquilini dell'albergo subito accorrono, e tra di loro vi è anche il detective italo-americano Dick Fulmine, che si trova anche lui - momentaneamente - a Parigi, nel medesimo albergo. Nessuno crede alla storia che la contessa - rianimatasi - racconta, ma Fulmine, interessato alla faccenda, sfonda la porta della camera del violinista, constatando che è vuota. Il violinista è dunque scomparso.
Fulmine, ritenendo che, se Stransky era stato pugnalato, probabilmente la causa era uno scippo, si reca l'indomani in una serie di osterie malfamate per poter carpire informazioni utili. In una di queste, la Pere Jacob, incappa in 2 tizi che stanno discutendo proprio della faccenda del violinista: pare che un loro conoscente, il "Rosso", abbia appunto pugnalato la sera prima un violinista, e che quest'ultimo non abbia sbattuto ciglio. Fulmine riesce con la violenza a farsi dire dai due l'indirizzo del "Rosso", ma una volta introdottosi nel suo appartamento lo trova impiccato, mentre su una parete campeggia la firma "La Legione del Mistero". 
Fulmine convoca la polizia e poi discute con l'ispettore Belotte, che vuole che Fulmine non si allontani dalla città e si mantenga a loro disposizione.
Nella metropolitana Fulmine, poco dopo, quasi cade vittima di un attentato alla sua vita, ma riesce a cavarsela. Tornato in albergo trova ad attenderlo un biglietto anonimo che gli intima di non occuparsi più delle faccende legate alla Legione del Mistero.
Nel frattempo Lamercier, direttore del Credit Lyonnais, viene rapito e condotto in aperta campagna, all'interno di una strana
villa (dall'architettura razionalista) nelle cui vicinanze sorge una casupola solitaria dominata da un grande serbatoio in cemento: qui vive il "Professore", la mente dell'intera operazione. Lamercier è portato all'interno della villa e accolto dal serafico Clodius, il quale gli fa intendere che quella sarebbe la sede della Legione del Mistero. Il giapponese Hashimoto, chiamato da Clodius, si siede e traccia uno schizzo di Lamercier, poi se ne va. Lamercier è quindi condotto nei locali sotterranei della villa e rinchiuso in una cella. I sotterranei sono pieni di prigionieri: tutte personalità di alto rango, e tra queste anche vecchie conoscenze di Lamercier, il quale è sconvolto dall'apprendere che Bougeaud è lì prigioniero da una settimana, mentre lui è convinto di averci conferito il giorno prima.
L'indomani vediamo Lamercier recarsi regolarmente alla sede del Credit Lyonnais, ove detta alla sua segretaria una lettera da inviarsi al magnate dell'industria Jean Cristien. Nella lettera Lamercier fa sapere a Cristien che per difficoltà inattese non può essergli concesso il fido che egli aveva richiesto. Jean Cristien riceve la lettera e sente rovinato, dunque si spara nel suo ufficio. La sua morte genera panico in borsa e molte ditte satellite tracollano.
In serata Fulmine decide di recarsi a un meeting operaio che si svolge in un quartiere periferico della città, sperando di poter
assistere a una rissa coi fiocchi. Il relatore è un certo Chaudron, che durante un blackout si accascia sulla cattedra. Tornata la luce riacquista i sensi, dichiarando di aver avuto soltanto un piccolo malore.
L'occhio degli autori si sposta in contemporanea all'Opera, dove vediamo che il momentaneo blackout ha fatto perdere i sensi anche
al Ministro degli Interni.
La faccenda è certamente curiosa, dunque Fulmine incarica l'autista di una macchina di piazza di seguire l'auto dell'oratore Chaudron, una volta che il comizio si è concluso. Purtroppo il suo autista, che è in combutta coi malviventi, ferma l'auto sul ponte che conduce a Notre-Dame, millantando noie al motore e costringendo Fulmine a scendere. Così l'autista colpisce Fulmine alla testa con una chiave inglese e chiama i suoi complici che si trovano nell'auto di Chaudron. Tutti insieme raccolgono Fulmine da terra e lo gettano, privo di sensi, nella Senna, credendo così di essersi sbarazzati definitivamente di lui.
Fulmine in realtà è ancora vivo e viene raccolto da due marinai di una chiatta, Jacques e Paul, i quali si occupano di lui nel
tempo necessario per portarlo dal vecchio alcolizzato Albert Sarre, detto "Buenos-Ayres". Costui 30 anni prima era 
uno studioso di medicina macchiatosi di un delitto passionale: per questo aveva passato 10 anni in galera e in seguito parecchi 
in Argentina (ove il rimorso lo fece attaccare alla bottiglia), prima di far ritorno in Francia. Buenos-Ayres prima rifiuta, poi
per compassione accetta di mantenere Fulmine nella propria casupola, e sotto le sue cure il detective si rimette presto in forze. 
Contemporaneamente vediamo che anche il prefetto viene rapito da emissari della Legione e rimesso in circolazione il giorno dopo, apparentemente immemore di quanto gli è accaduto. Dunque il mistero continua e le vittime della Legione sono sempre di più.
Fulmine, guarito, torna al suo albergo. Qui viene immediatamente arrestato da un sottoposto dell'ispettore Belotte e condotto alla sede centrale. A nulla valgono le sue dichiarazioni di fronte alle autorità. Dato che ha contravvenuto all'obbligo di mantenersi
reperibile, l'ispettore Belotte vuole trattenerlo in cella. Fulmine salta dunque dalla finestra atterrando su un carro di passaggio,
riuscendo poi a seminare i motociclisti lanciati alle sue calcagna. Risale all'indirizzo di un certo Lafond - venditore di
vini all'ingrosso - dalla targa dell'auto di Chaudron, memorizzata durante l'inseguimento avvenuto giorni prima. Prima di introdursi nel
locale si accorge di essere seguito da un tizio, che si rivela per un giornalista del "Globe", tale Feval. Insieme si intrufolano nei magazzini di Lafond, nei quali trovano una gran quantità di bare con dentro uomini senza volto. Feval prorompe in una rista isterica perché uno degli uomini privi di faccia si solleva dalla bara e inizia a sparare, colpendolo tra l'altro alla spalla. Il proprietario Lafond accorre nelle cantine con un complice e ha luogo una sparatoria. Nel frattempo il Professore vede tutto quello che succede da uno speciale schermo.
Fulmine riesce a fuggire illeso dai locali di Lafond, portandosi a spalla il giornalista Feval ferito. Inforcata una vettura, lo lascia di fronte a un ospedale, sperando che una volta ripresosi testimoni in suo favore. Ma nulla da fare: Feval ha avuto un collasso nervoso a causa di quello che ha visto, dunque ha perso il lume della ragione.
Fulmine si fa ospitare da Babila Lapipe (di cui gli ha parlato Buenos-Ayres), un vecchio straccivendolo che vive in un vagone ferroviario in disuso. Qui Fulmine sarà costretto, con l'aiuto di Lapipe, a fronteggiare - con successo - l'assalto del malvivente Charles e dei suoi amici, i quali vogliono vendicare la morte del "Rosso", che essi credono responsabilità di Fulmine. Anche l'ispettore Belotte viene a sapere che Fulmine si rifugia nella casa di Lapipe (che viene rinchiuso in una cella), quindi la fa circondare da un manipolo di rinforzi pronti a sparare nel caso Fulmine intenda ancora sfuggirgli.
Ma Fulmine non torna, poiché è in giro a investigare, ben truccato in modo da non farsi riconoscere. Nel contempo avviene uno strano fatto: un perfetto sosia di Dick Fulmine (la Legione si è intanto accorta che Fulmine non è morto) scorrazza per la città rubando auto e rapinando gioiellerie, con grande costernazione del vero Fulmine.
Nella sede della Legione, intanto, il direttore della France-Moteurs (la più grande fabbrica francese di motori) Bougeaud è costretto dietro tortura a firmare un documento in cui cede la società, e i suoi dipendenti sono dunque licenziati. Ciò causerà un'enorme sommossa operaia, certo alimentata da individui pagati dalla Legione. La polizia interviene con la violenza per sedare le manifestazioni sventolanti bandiere con falce e martello, dunque il caos è totale e la Francia passa dei brutti momenti: la popolazione è stanca delle manovre politiche e vuole un nuovo presidente, mentre la Destra e Sinistra si accapigliano addossandosi le colpe a vicenda.
Fulmine stabilisce di introdursi in casa dell'ispettore Belotte per convincerlo della propria innocenza, e in un certo senso ci riesce: Belotte accetta di nascondere Fulmine in casa sua e nel contempo si reca alla sede della France-Moteurs per provare la teoria fantastica di Fulmine: avvicinando una fiammella alla mano di Bougeaud, costui non dovrebbe avvertire dolore poiché secondo Fulmine è un automa! Belotte mette in pratica i suggerimenti di Fulmine ed effettivamente Bougeaud si rivela essere la perfetta replica di un essere umano.
Fulmine, Belotte e il capo della polizia decidono di fare uscire allo scoperto i "legionari": il massiccio detective si fa vedere in giro il più possibile per farsi rapire e poi costringere i delinquenti a parlare. Ciò avviene: Fulmine sotto la minaccia delle armi viene caricato su un'auto, ma ribellatosi fa sbandare la vettura che si scaglia contro la griglia di protezione della metropolitana (in un tratto a cielo aperto). Due malviventi precipitano sulle rotaie e sono schiacciati dal treno, dei 2 rimasti nell'auto solo uno è ancora vivo e viene arrestato.
Il prigioniero non vuole confessare per paura di essere giustiziato dalla Legione, ma ciò avviene comunque: in cella gli vien fatto pervenire del vino avvelenato, che egli beve e poi muore. Apparentemente, poiché in realtà si tratta di una forma di catalessi indotta dallo speciale preparato immesso nel vino. Così il prigioniero apparentemente morto viene prelevato prima di raggiungere l'obitorio e ricondotto alla sede della Legione. Qui un'iniezione praticatagli da Clodius e dal dottor Von Bülen lo fa rinvenire, ma un effetto collaterale consiste nel colore verde che caratterizzerà la sua pigmentazione cuteanea nell'arco delle successive 24 ore.
Preoccupato dal fatto che la sua pelle potrebbe non riacquistare più il colore originale e che la Legione voglia comunque sbarazzarsi di lui prima o poi, l'ex-prigioniero si reca nella casa dell'ispettore Belotte per mettersi sotto la sua protezione. Qui vi trova invece Fulmine, il quale riesce a farsi dire dov'è il quartier generale della Legione prima che l'uomo perda la vita perché colpito da un fucile ad aria compressa imbracciato da uno scagnozzo su un tetto che dà sulla finestra di Belotte. Fulmine scrive un biglietto per Belotte (questi dovrà leggerlo quando tornerà in casa), ma scendendo in strada si accorge che questa brulica di Legionari. Riesce quindi ad allontanarsi dal luogo saltando di tetto in tetto come un gatto per recarsi da solo nella base della Legione del Mistero.
I Legionari intanto si sono introdotti nell'appartamento di Belotte per stanare e uccidere Fulmine, ma vengono sorpresi dall'arrivo dell'ispettore che li disarma abilmente. Belotte legge il biglietto di Fulmine e mette insieme 50 uomini per dare l'assalto alla villa della Legione, sperando nel contempo di trovarvi vivo l'avventato Fulmine.
Il gigantesco poliziotto è riuscito a introdursi nella villa misteriosa e a mettere fuori combattimento - temporaneamente - Clodius e Hashimoto, nonché a imprigionare in una stanza parecchi Legionari. Con Hashimoto, comunque, avrà poco dopo uno scontro impegnativo, poiché le forze del giapponese - esperto di jiu-jitsu - sono decuplicate dal terrore di poter veder distrutta la sua opera (il combattimento tra i 2 si svolge nel laboratorio ove sono fabbricati gli automi).
Fulmine poi resta imprigionato nella grande sala dei raduni, circondata da numerosi pannelli che una volta aperti fanno passare molti automi, manovrati a distanza dal Professore, che hanno come unico scopo l'annientamento di Fulmine. Fulmine si difende con l'energia della disperazione arrivandone a distruggere più della metà, ma si rassegna quando gli automi rimasti lo sopraffanno premendolo contro il pavimento.
Gli impiegati della centrale elettrica che distribuisce l'energia nel quartiere della villa generano un black-out temporaneo per passare dai 140 volt ai 160, così Fulmine riesce ad approfittare della momentanea immobilità degli automi (senza la corrente non funzionano) per proseguire nella loro distruzione.
Nel contempo la polizia, guidata da Belotte, riesce a entrare nella villa, inducendo Clodius e altri uomini a inforcare la sala dei raduni per fuggire attraverso un certo passaggio segreto. Nella sala dei raduni ovviamente incappano in Fulmine, che mette fuori combattimento tutti tranne Clodius che sta per sparargli, ma una pallottola nel cuore, proveniente dalla pistola dell'ispettore Belotte, lo ferma giusto in tempo.
La roccaforte è espugnata: gli esperti esaminano l'archivio della Legione e in meno di 2 ore i tentacoli dell'associazione in tutte le principali città d'Europa (Londra, Madrid, Roma, Belgrado, Bruxelles e soprattutto Berlino) vengono mozzati, mentre la polizia e Fulmine tentano invano di estorcere la confessione ai Legionari. Ma è inutile: essi non sanno come raggiungere la "mente" dell'operazione, cioè il famigerato "Professore", né sanno chi egli sia. Solo Clodius teneva i contatti con lui.
Il luogo è in massima parte ripulito, e mentre Belotte e Fulmine si trovano nella sala dei raduni, un gas si intrufola nell'ambiente addormentandoli entrambi. Attraverso un passaggio segreto si intrufola nel locale il Professore, munito di una maschera antigas. Esasperato, trascina con sé Fulmine per potersi vendicare della distruzione di tutti i suoi piani. Mediante un ascensore il pazzo (che comincia a far intendere la sua nazionalità tedesca) va con Fulmine nel serbatoio di cemento, che è appunto il suo rifugio. Qui lega Fulmine a una sedia per torturarlo, ma una delle fitte al cuore che solitamente lo tormentano lo costringe a praticarsi un'iniezione. Fulmine riprende i sensi e riesce a liberarsi, dando luogo a una colluttazione alla fine della quale riesce ad aver ragione del disperato avversario.
Chi è il misterioso "Professore"? chiede la didascalia posta alla fine della puntata, mentre il classico continua ci rimanda alla lettura da praticarsi la settimana successiva.
Qui la storia si interrompe perché il giornale Fulmine cessa improvvisamente le pubblicazioni (col n. 14 del 20 aprile 1946). I lettori dunque non conosceranno mai l'identità del Professore.

## Ricostruzione del finale perduto e controversie

### Le tavole di Renato Polese del 1989
La Legione del Mistero non è la prima storia di Dick Fulmine ad essere pubblicata incompleta: è già successo a Il tempio d'oro (049c nella cronologia ufficiale), che esordisce priva del finale sulla prima serie dell'Albogiornale di Fulmine nel 1939-40, ma la conclusione è comunque inclusa nella sua ristampa sui supplementi all'Albogiornale che escono negli stessi anni. Nessuno invece saprà come si conclude La Legione del Mistero se non più di 40 anni dopo, nella riproposizione in bianco/nero su Fulmine - La Legione del Mistero, numero speciale della rivista Il Fumetto dato in omaggio ai soci che si iscrivono all'A.N.A.F. per l'anno 1990.
A parte la ristampa anastatica del Fulmine Giornale approntata dall'editore Camillo Conti, quella sul volume A.N.A.F. è finora l'unica esistente, col pregio di 6 pagine appositamente disegnate da Renato Polese per chiudere l'avventura degli anni '40.
Con queste parole Luciano Tamagnini introduce le nuove tavole:
Questa è la trama delle 6 tavole di Renato Polese, legate a filo rosso con le ultime di Carlo Cossio per la storia originale:
Fulmine insegue il barbuto Professore fino alla cima del serbatoio. Avendo messo un piede in fallo, il Professore precipita nel paesaggio sottostante gridando Deutschland über alles! Sceso a terra, Fulmine, che ha già supposto che l'individuo indossasse una mascheratura, gli toglie il trucco e scopre con costernazione che si tratta di Hitler. Capisce quindi che il leader nazionalsocialista era all'ultimo momento fuggito dal bunker di Berlino, scampando in tal maniera alla cattura. Fulmine, eludendo le domande dei giornalisti accorsi in massa alla villa, convince l'ispettore Belotte e il Ministro degli Interni a seguirlo, mentre la polizia crea un cordone intorno alla casupola e al serbatoio per non farvi avvicinare la folla, asserendo che la torre del serbatoio è minata e può esplodere da un momento all'altro. Anche l'ispettore Belotte e il Ministro degli Interni vedono la realtà dei fatti (cioè che la mente dell'intera operazione era Hitler) e rimangono allibiti. Il corpo di Hitler viene quindi inumato in segreto nell'anonimo cimitero di Ivry, presso Parigi, sotto il falso nome di "Paul Landry". Qualche giorno dopo l'ispettore Belotte e Fulmine discutono seduti al tavolino di un albergo. Belotte informa il secondo che il presidente della Repubblica ha deciso di conferire a Fulmine la Legion d'Onore per aver salvato il mondo da un altro bagno di sangue. Ma Fulmine, insofferente a cerimonie e premi, scrive a Belotte un biglietto in cui gli comunica che è meglio il nastrino della Legion d'Onore sia dato al buon "Buenos-Ayres" e, se ne avanza, uno pure al suo amico Lapipe. Quando il biglietto arriverà a Belotte Fulmine sarà già al di là della Frontiera. Infatti parte immediatamente dall'aeroporto di Orly, o verso nuove avventure o verso un periodo di meritato riposo.
Questo finale lega bene con la sceneggiatura originale. A Polese sembra vada a genio il compito di riprendere - anche se per poco - le redini grafiche di Dick Fulmine a più di 30 anni di distanza dall'ultima storia originale del personaggio (tanto che i giornalisti stupiti chiedono a Fulmine, quando se lo ritrovano davanti, che cosa abbia fatto tutto questo tempo). In queste 6 tavole vi sono dei tentativi molto curati di ricreare le espressioni desuete del linguaggio anni '40, le scorrettezze politiche tipiche di quell'epoca (i poliziotti prendono a manganellate i giornalisti per non farli avvicinare al serbatoio), menzioni di eroi a fumetti allora celebri come Mandrake (Fulmine risponde ironicamente ai giornalisti che, per sapere dove egli sia stato tutto il tempo, bisogna chiederlo a Mandrake). La lettura di questo finale spinge a considerare La Legione del Mistero uno dei primi esempi di ucronia nel fumetto italiano.

### Le smentite
Fatti nuovi mettono in discussione la conclamata fedeltà dell'operazione compiuta sul finire degli anni '80 dall'A.N.A.F. Gianni Bono e Leonardo Gori fanno così il punto della situazione, sul loro libro del 1997 per Federico Motta Editore:
A tutt'oggi, ufficialmente non vi sono stati sviluppi nella risoluzione di questo piccolo enigma.

## Considerazioni sulla storia
Fulmine Giornale non è una pubblicazione fortunata, anche perché dalla metà degli anni '40 i lettori si stanno disaffezionando alla formula del giornale a fumetti di ampio formato (tra un po' esploderà l'era dei tascabili e degli albi a striscia). Così questo giornale cambia in continuazione grafica e contenuti nel tentativo di assecondare i gusti del pubblico, passando anche, col tempo, dalla raggiunta quadricromia a una più economica bicromia. Forse è per le notazioni sociali della sceneggiatura, per compiacere i lettori di sinistra o per lettere di protesta per i trascorsi del personaggio che questa intensa storia di Fulmine subisce anch'essa un calvario: sparisce dalla prima e dalla quarta di copertina e viene limitata alle pagine centrali, sostituita in prima dal fumetto su un partigiano sovietico durante la guerra (un personaggio che pochi anni prima lo stesso Fulmine avrebbe combattuto nelle sue storie di guerra!); passa poi dal foglio centrale in bicromia al bianco/nero di seconda e terza pagina, perché sostituita da una semplice vicenda di cappa e spada coi testi dello stesso Lavezzolo. Anche altre storie presenti sul Giornale vengono completate in fretta e furia con un finale scritto, fino alla chiusura definitiva della testata col n. 14 del 20 aprile 1946.
I modelli primi degli elementi neri messi in scena da Lavezzolo e Cossio (come la presenza della setta segreta, vero tormentone nella serie di Fulmine) vanno rintracciati ovviamente nel romanzo d'appendice, in Rocambole, in Fantômas, ma G. Bono e L. Gori riconoscono che il livello narrativo di questa storia a fumetti è più alto degli stessi archetipi. Tutto è infatti presentato in una veste "moderna". I dialoghi brillanti e serrati, le frasi sprezzanti come in un film noir americano o in uno francese con Jean Gabin connotano La Legione del Mistero come un prodotto profondamente diverso da quanto visto fino ad allora nel Paese (non solo nell'ambito delle storie di Dick Fulmine), permettendo alla storia di concorrere, per l'epoca, al trono di miglior fumetto italiano, se avesse voluto. La sceneggiatura è credibile e complessa, i cartigli esplicativi sono ridotti drasticamente rispetto al consueto (non mancano vignette mute) e vi è un ingente uso di montaggio "parallelo": l'autore si sposta alternativamente su due avvenimenti che si svolgono in contemporanea, spesso senza far ricorso alle ridondanti diciture "intanto" e "nel frattempo". Le conseguenze politiche ed economiche su scala nazionale degli avvenimenti narrati sono riportate scientificamente, con la possibilità supplementare di cogliervi rimandi surrettizi alla divisione ideologica vissuta dall'Italia del Dopoguerra. Si possono cogliere dei riferimenti colti anche nella sequenza di Fulmine malato e accudito dai due trasandati marinai della chiatta fluviale, nello specifico al film francese L'Atalante (1934) di Jean Vigo. Il mistero costruito da Lavezzolo puntata dopo puntata non si sgonfia nelle solite scazzottate tipiche degli episodi di Dick Fulmine, che qui anzi scarseggiano, e a Fulmine viene dato un pur elementare spessore psicologico. La coerenza narrativa dell'intera storia oggi può sembrare ovvia, ma all'epoca è ancora - almeno in certo fumetto italiano - assolutamente eccezionale. L'idea di automi perfettamente identici agli umani grazie ai loro tessuti molli e che si sostituiscono volta per volta alle loro controparti ha poi un sapore di novità presso i lettori italiani. Vi è anche la volontà di ricorrere a un realismo descrittivo: Carlo Cossio innanzitutto ricrea attentamente le architetture dei monumenti e delle strade parigine, e poi si impegna a fondo per i tocchi di colore, come la sporcizia che appesta quartieri e appartamenti. Questo esperimento di fumetto "adulto" compiuto da Lavezzolo non ha avuto seguito nella produzione successiva dell'autore dedicata a Fulmine, e si dovranno attendere gli anni '60 per leggere un fumetto narrativamente più maturo, senza tirare in ballo i capolavori dell'anteguerra o il fumetto straniero. La Legione del Mistero si apre timidamente, dato il soggetto, a degli scenari apocalittici contrappuntati da un'ironia di alto livello. È un'inquietudine che anticipa per certi versi quella che avvolge l'argentino L'Eternauta di Héctor Oesterheld. Certo La Legione del Mistero è un racconto impegnato che, in caso di successo di pubblico, avrebbe potuto cambiare la storia del fumetto avventuroso italiano. Qualche spunto sarà plausibilmente preso a modello dal fumetto italiano avventuroso successivo fino, indirettamente, a Dylan Dog: i battibecchi sofisticati tra Dick Fulmine e l'ispettore Belotte richiamano alla mente quelli tra l'investigatore Dylan Dog e l'Ispettore Bloch, addirittura Bloch somiglia fisicamente e caratterialmente al Belotte de La Legione del Mistero.